# Spondias tuberosa
Spondias tuberosa Arruda è un piccolo albero della famiglia delle Anacardiacee, endemico del Brasile. È coltivato per il suo frutto, chiamato nei luoghi d'origine umbu o umbuzeiro.
Fa parte del gruppo di frutti accomunati vernacolarmente tra i mombini, insieme all'ambarella, il giocote e il cagià, tutti del genere Spondias.
Il nome deriva dalla parola tupi-guaraní "y-m-bu", che significa "albero-che-dà-da-bere". Le sue radici infatti formano un tubero ricchissimo d'acqua, che diveniva una risorsa per gli indigeni nei periodi di siccità. In italiano il frutto, pressoché sconosciuto, ha mantenuto finora lo stesso nome indigeno.

## Descrizione
L'albero è di piccola taglia e raggiunge al massimo 7 m, ma sovente si mantiene ancora più piccolo. La ramificazione avviene soprattutto in larghezza e può superare i 10 m di circonferenza. Ha un articolato sistema di radici in cui immagazzina l'acqua durante la stagione piovosa, formando dei tuberi che possono contenere più di 2 000 litri di acqua con cui può resistere alla lunga stagione secca. Le foglie sono decidue e cadono durante la stagione secca, che nell'area di origine è anche leggermente meno torrida.
Necessitano almeno 10 anni prima che appaiano i frutti e in maturità può produrne oltre 300 kg ad anno. Essi sono delle drupe di forma ovoidale e possono variare in dimensioni da quelle di una ciliegia a quelle di una pesca. La buccia è spessa e di colore verde o giallo a maturità, mentre la polpa avvolge un unico seme scuro ed è succosa e agrodolce, con un aroma tipico. Le sue proprietà gustative sono giudicate superiori a quelle di tutti gli altri mombini.

## Distribuzione e habitat
L'umbu è originario delle pianure aride del nordest brasiliano, la regione chiamata Sertão. Raramente è coltivato al di fuori di quest'area nello stesso Brasile. Fino a poco tempo fa anche il frutto era raro nei mercati, ma di recente le eccellenti qualità gustative lo stanno rendendo popolare e disponibile nelle aree urbane del sud come San Paulo e Rio de Janeiro. Il frutto è purtroppo deperibile per aspettarsi altrove una diffusione per il consumo fresco con l'esportazione dalle aree native, ma ottime prospettive hanno i suoi derivati, come il succo.
L'umbu è un fruttifero tropicale, che per sviluppare il caratteristico aroma ha bisogno di caldo tutto l'anno con una marcata stagione secca. Si conoscono finora pochi tentativi di acclimatamento al subtropico. Non si conoscono precisamente i gradi limite assoluti, ma sicuramente non tollera le gelate. Sopporta invece facilmente l'aridità stagionale, tipica della sua terra nativa.

## Varietà
Sono state selezionate numerose cultivar per migliorare le qualite gustative del frutto.

## Usi
Nel nordest del Brasile è molto apprezzata la "umbuzada", una bevanda dissetante in cui il succo di umbu è mischiato con latte e zucchero. Data la sua importanza in una zona arida di acqua, fu chiamato "albero sacro del Sertão" dallo scrittore Euclides da Cunha